# Dexter (Georgia)
Dexter è una città degli Stati Uniti d'America, situata in Georgia, nella Contea di Laurens.